# ヒューストン (原子力潜水艦)
|          |                                               |
| 艦歴     |                                               |
| 発注     | 1975年8月1日                                  |
| 起工     | 1979年1月29日                                 |
| 進水     | 1981年3月21日                                 |
| 就役     | 1982年9月25日                                 |
| 退役     | 2016年8月26日                                 |
| 除籍     | 2016年8月26日                                 |
| その後   |                                               |
| 母港     | グアム、アプラ港                              |
| 性能諸元 |                                               |
| 排水量   | 満載：6,103 トン、基準：5,744 トン            |
| 全長     | 110.3 m (362 ft)                              |
| 全幅     | 10 m (33 ft)                                  |
| 喫水     | 9.7 m (32 ft)                                 |
| 最大速   | 水上25ノット(46 km/h)、水中30+ノット(56 km/h) |
| 潜行深度 | 290 m (950 ft)                                |
| 機関     | S6G reactor 1基                               |
| 乗員     | 士官12名、兵員98名                            |
| モットー | Semper Vigilans (Always Vigilant)             |
|          |                                               |

ヒューストン (USS Houston, SSN-713) は、アメリカ海軍のロサンゼルス級原子力潜水艦の26番艦。艦名はテキサス州ヒューストンに因んで命名された。その名を持つ艦としてはクリーブランド級軽巡洋艦19番艦(CL-81)以来4隻目。

## 艦歴
ヒューストンは1975年8月1日にバージニア州ニューポート・ニューズのニューポート・ニューズ造船所に建造発注され、1979年1月29日に起工した。1981年3月21日にジョージ・H・W・ブッシュ副大統領夫人のバーバラ・ブッシュによって命名、進水し、1982年9月25日に艦長G・H・メンシュ大佐の指揮下就役する。
1990年公開の映画『レッド・オクトーバーを追え!』でヒューストンは、姉妹艦のダラス (USS Dallas, SSN-700) 役を演じた。撮影は1989年6月に行われたが、同年の夏から秋にかけてヒューストンは様々なトラブルに悩まされ続けた。撮影前の5月にはバルブの故障が発生し、撮影中の6月14日には曳航ケーブルを引っかけタグボートのバーコナ (Barcona) をサンタカタリナ島近くのサンペドロ海峡で沈めた。その2日後、カリフォルニア州サンディエゴへ向かう途中漁船フォルトナ (Fortuna) の漁網に接触した。網は突き破られたものの、負傷者は発生しなかった。
1989年7月1日、ヒューストンは訓練のため出港する。訓練開始の数日後、潜望鏡深度で低圧換気が標準手続きで行われたが、不意に突如海水が主換気口から流入し始めた。艦は急角度で水面への浮上を開始したが、海水の重みのため推進力を失い後方へ滑り始めた。海水はバッテリー室に達し、バッテリーから塩素が発生し始めた。
ヒューストンは全出力で推進力を回復し、海面に浮上した。しかしながら浮上するとすぐに上昇角度を失い、数千ポンドの海水が前方に押し寄せた。艦は前方に揺れ下方へ傾いた。海水の重量によって前方に引かれたヒューストンは同時に主機の全出力のため急激に潜航した。
主機は全速で反転後進が行われ、緊急のバラストブローが行われた。ヒューストンの速度は抑えられ反転し、再び海面に浮上した。
ヒューストンは浮上し、低速で長時間をかけて帰港した。メインシュノーケルのバルブが適切に閉じられておらず、音響信号ではバルブが開いたままで閉鎖が無効になったことを表していた。事故の結果8名の乗組員がヒューストンから転属となった。しかしながら、全員が潜水艦勤務から外されたわけではなかった。
ヒューストンのトラブルはこれだけではなかった。8月1日には電気系の故障により機関室で火災が発生した。9月には操縦ミスにより、訓練中にヘリコプターから発射された魚雷に接触しかける。11月の操縦ミスでは牽引していたソナーアレイを失う結果となった。